# Весёлое (Новомосковский район)
Весёлое (укр. Веселе) — село в Новостепановском сельском совете Новомосковского района Днепропетровской области Украины. До 2016 года село носило название Радсело.
Код КОАТУУ — 1223284506. Население по переписи 2001 года составляло 109 человек .

## Известные уроженцы
В селе родился епископ Василий (Родзянко).

## Географическое положение
Село Радсело находится на расстоянии в 1,5 км от села Новостепановка. Рядом проходит автомобильная дорога Т-0422.